# Andrea Vicari
Andrea Vicari (* 16. Juli 1965 in Miami, Florida) ist eine britisch-amerikanische Jazzpianistin,  Komponistin und Hochschullehrerin. Ian Carr bezeichnete sie im Rough Guide.Jazz als „außergewöhnliche Pianistin und großartige Komponistin.“

## Leben und Wirken
Vicari, deren Vater Jazzpianist war, wuchs in Birmingham auf, studierte dann an der Cardiff University, bevor sie ihr Postgraduierten-Studium 1988/89 an der Londoner Guildhall School of Music fortsetzte. Anfang der 1990er Jahre leitete sie eigene Bands, in denen unter anderem Julian Argüelles, Stuart Hall und David-Jean Baptiste spielten, daneben war als freischaffende Musikerin in London tätig, unter anderem mit dem Gitarristen Phil Robson. 1992 erhielt sie durch den Arts Council den Kompositionsauftrag für ein zehnköpfiges Ensemble; 1994 gewann sie den Peter Whittingham Award, der es ihr ermöglichte, ein Debütalbum aufzunehmen, Andrea Vicari's Suburban Gorillas. Mitte der 1990er Jahre tourte sie mit dieser Band durch Großbritannien; ferner arbeitete sie in dieser Zeit mit Mornington Lockett, Phillip Bent, Don Weller, Dick Pearce, Tim Whitehead, Tim Garland, der Vortex Foundation Big Band, sowie mit Art Farmer und Eddie Harris. 2011 spielte sie mit Art Themen und in der Formation Jazz Extempore, mit der sie das Album Round Trip einspielte. Sie komponierte außerdem Filmmusik (Rise of a New Eve, 1994) und unterrichtete an Schulen und Colleges; gegenwärtig ist sie Professor am Londoner Trinity College of Music. Sie veröffentlichte auch ein Piano-Lehrbuch (Advanced Jazz Piano Book).

## Diskographische Hinweise
- 1995 – Lunar Spell (33Jazz) mit Mornington Lockett, Phil Robson
- 2007 – Tryptych (33Jazz) mit Dorian Lockett und Sebastian Rochford
- 2010 – Mango Tango

## Lexikalischer Eintrag
- Ian Carr, Brian Priestley, Digby Fairweather (Hrsg.): Rough Guide Jazz. Rough Guides, London 1999, ISBN 1-85828-137-7.